# 개성공업지구

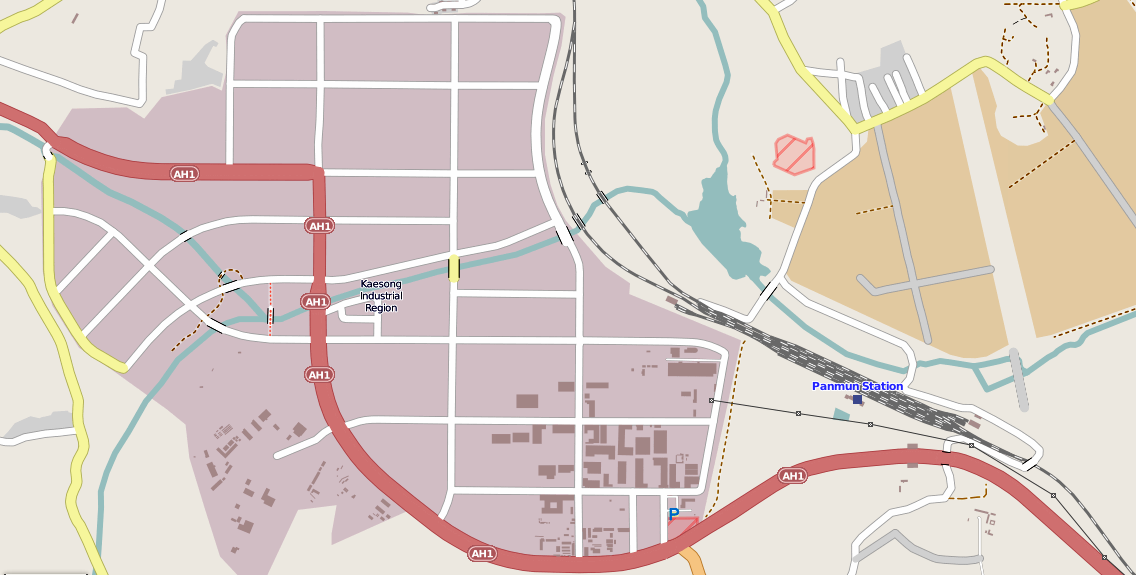
개성공업지구(오픈스트리트맵)

개성공업지구(開城工業地區, 영어: Kaesong Industrial Region, KIR 또는 Kaesong Industrial Zone, KIZ)는 흔히 개성공단(開城工團)으로 불리며, 대한민국과 조선민주주의인민공화국이 합작으로 추진하고 있는 조선민주주의인민공화국의 경제특구이다.
개성특별시 남동부에 위치하고 있다. 개발합의 당시에는 개성직할시 판문군 판문읍(봉동리)·삼봉리·전재리 지역이었는데, 개성공단사업 직후 조선민주주의인민공화국의 행정구역 개편으로 개성공업지구와 판문점 인근이 개성특급시 관할이 되었다. 개성특급시의 도심 외곽에서 남동쪽으로 2 km ~ 6.5 km 사이에 위치하고, 군사분계선에서의 최단거리가 2.5km로 비무장지대에서 서쪽으로 고작 500m 떨어져 있으며, 그 규모가 개성시의 도심(都心) 면적을 능가한다.
조선민주주의인민공화국의 핵 실험 및 로켓 발사에 문제를 제기하며 2016년 2월 10일 대한민국은 김관진 국가안보실장이 주재한 국가 안전 보장 회의(NSC)에서 개성공단 가동 전면 중단을 결정내렸고, 다음날인 2월 11일 조선민주주의인민공화국은 개성공단 폐쇄 조치를 내리면서 대한민국 측 종사자들을 전부 추방하였다.

## 역사
군사분계선에서 서쪽으로 2.5km 밖에 떨어져 있지 않으며, 판문점에서 서쪽으로 4km, 대한민국의 도라산역에서 서북쪽으로 7km 떨어져 있어서 서울 서부의 마포구나 은평구에서 자동차로 1시간이면 닿을 수 있는 가까운 거리에 있다. 개성공단 사업은 2000년 8월 22일 현대아산(주)와 북한과의 합의로 시작되었다. 2003년 6월 30일부터 1단계 330만 제곱미터가 개발이 착수되었으며, 2007년에는 1단계 분양 및 1단계 1차 기반시설이 준공되어 본격적으로 운영되기 시작했다
2004년 발표된 당초 계획으로는, 2011년까지 총 2,000만 평의 부지 위에 800만평의 공단과 1,200만 평의 배후도시를 계획하고, 70만명의 북한 근로자가 고용될 것이라·고 하였다. 이 중 공장면적은 800만평이며, 생활, 관광, 상업 구역 등이 1200만평이다.
식기회사 리빙아트, 의류회사 신원 등의 기업들이 2004년 6월 14일 시범단지에 15개사가 입주계약을 체결하고, 2005년 18개사가 입주한 이래, 2010년 1단계 100만평을 조성했으며, 2단계 조성 계획은 지연되었다. 2010년 9월에는 4만4천명의 북한 근로자가 일하고, 매월 900명 정도 증가되었다.
개성공단 1단계 사업은 현대아산(개성사업단)과 한국토지주택공사(남북협력사업처)가 남측의 사업 주체로, 지도총국과 개성공업지구 관리위원회가 북측의 사업 주체로 활동했다.
대한민국에서는 2007년 5월 25일 개성공업지구 지원에 관한 법률을 제정하고 2009년 12월에는 개성공단 종합지원센터를 완공하였으며, 2010년 9월에는 개성공단 북한근로자를 위한 탁아소를 개원하였다.
그리고 2016년 2월 10일 박근혜 정부는 개성공단을 중단시켰다.

## 갈등
- 대한민국은 2010년 3월 천안함 침몰 사건과 관련하여 2010년 5월 24일 대북 조치를 발표, 개성공단에 대한 신규투자를 금지하고, 공단 체류 인원을 평소의 50 ~ 60 % 수준으로 축소했다.
- 조선민주주의인민공화국은 2010년 5월 25일 조국평화통일위원회 담화, 5월 27일 총 참모부 중대통고문 등을 통해 강력히 반발하고, 5월 30일에는 북한 중앙특구개발지도총국을 통해 공단폐쇄를 위한 사전작업으로 비난했다.
- 2010년 11월 23일 연평도 포격 사건과 관련하여 11월 24일부터 개성공단으로 출정을 잠정 차단하고, 대한민국으로 귀환만 허용하는 조치를 단행했다가 2010년 11월 29일부터 최소한의 출정을 허용하기 시작했다. 5.24 조치와 관련하여 개성공단 입주기업은 기존 주문 생산 계약이 취소되거나 축소되거나, 납품 지연 등에 따른 어려움이 있었다.[5]
- 2013년 4월 3일, 북한은 개성공단으로의 출경을 금지하고 대한민국으로의 귀환만을 허용하는 조치를 취했고 이어서 대한민국 정부는 개성공단 내 국민보호를 위해 2013년 4월 26일, 개성공단 내 잔류근로자 전원철수 조치를 단행했다.
- 2016년 2월 10일, 핵 실험과 미사일 도발로 인해 대한민국 정부는 개성공단을 폐쇄하고 남측 근로자들을 모두 철수시켰으며, 개성공단 입주기업도 철수했다. 또한 정부의 방침에 따라 단전·단수되었다. 북한도 다음 날인 2월 11일, 개성공단 폐쇄 및 개성공단 내 자산 동결, 17시(한국 시간 17시 30분)까지 남측 인원 추방 등을 남측에 통보했다.

## 개성공업지구 관리위원회
2004년 10월 설립된 개성 공단 내의 기업 운영과 생산 활동을 지원하는 최상위 기관으로, 남북합작으로 만들어진 재단이다. 관리위원회 내에는 남측 직원과 북측 직원이 공존하고 있으며, 개성공단 내 물자반출입 업무 등 남측 기업의 모든 행정적인 업무를 지원하고 있다. 북측의 지도총국에 대하여 유일하게 남측 주재원의 권리를 보장해 줄 수 있는 창구로서, '남측 관리위원회'와 입주기업은 매우 유기적인 관계를 유지하고 있다. 2007년 12월 관리위원회에 대한 지원, 지도감독 및 민원업무를 수행하기 위해 개성공업지구 지원재단이 설립되었으며, 1부 2팀 1사무소(기획법제부, 예산회계팀, 출입지원팀, 도라산사무소)로 구성되어 있다. 관리위원회는 북측 법인이나, 위원장과 부위원장은 개성공업지구 지원재단의 이사장과 상근이사가 겸임하고, 직원은 개성공업지구 지원재단에서 파견하고 있다.
원래 국가승인을 하지 않은 경우에도, 총영사관 설치는 가능하다. 영사란 해외에 파견된 경찰을 말한다. 그러나 개성에 한국의 총영사관이 설립되지는 않고, 그 역할을 관리위가 맡았다. 즉, 관리위가 사실상 한국의 영사관이다.

## 편의 시설

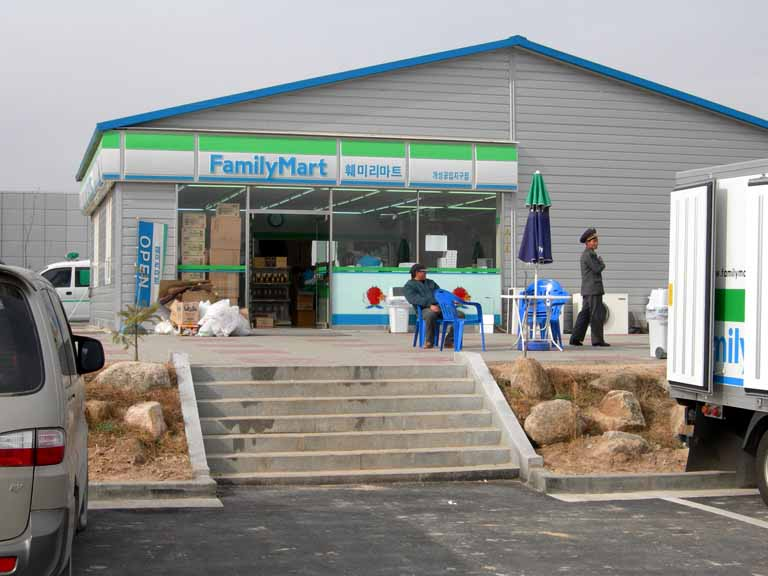
개성공단의 CU. 달러만 거래하며, 북한 근로자에게도 판매한다. 3개 점포가 있다. 그러나 북한 근로자는 달러 현금을 받지 못한다.

CU 3개소를 비롯한 여러 상점들은 대부분 남측 근로자들만이 사용하고 있다. 공식적으로 원화는 통용되지 않고 미국 달러가 사용된다. 은행으로는 우리은행 개성공단점이 개설되어 있어 환전이 가능하다. 그 밖에 병원인 부속의원, 면세점, 식당, 당구장, 노래주점, 호텔 등이 설치되어 있다. 개성공업지구관리위원회는 운송사업팀을 통해 북측 근로자 출퇴근버스를 운영 중에 있다.

## 공단 현황
2011년 12월 말 기준으로 개성공단에는 123개 입주기업이 가동 중이며, 북한 근로자는 총 4만 9,866 명이고, 누적 총 생산액은 15억 649만 달러이다. 업종 별로는 섬유 72, 기계금속 23, 전기전자 13, 화학 9, 종이목재 3, 식품 2, 비금속 광물 1개사 등이다.
2009년 1월에는 생산액 18,031,000 USD, 수출액은 1,889,000 USD이었다. 북측 근로자는 38,594명이 종사하고 있었으며, 입주 기업은 총 93개 업체가 입주해 있었다. 경공업 기반의 섬유봉제 업체가 56개 업체가 압도적으로 많고, 그 외에 기계금속 22, 전기전자 8개 업체, 화학 4, 식품 2, 종이목재 1개 업체가 입주해 있었다.
| 구분       | 단위    | 2005년 | 2006년 | 2007년  | 2008년  | 2009년  | 2010년  | 2011년  | 2012년  | 2013년  | 2014년  |
| ---------- | ------- | ------ | ------ | ------- | ------- | ------- | ------- | ------- | ------- | ------- | ------- |
| 입주기업   | 개사    | 18     | 30     | 65      | 93      | 117     | 121     | 123     | 123     | 123     | 125     |
| 북한근로자 | 명      | 17,621 | 11,189 | 22,538  | 38,931  | 42,561  | 48,284  | 48,206  | 53,448  | 52,329  | 53,947  |
| 생산액     | 천 달러 | 14,906 | 73,737 | 184,779 | 251,422 | 256,475 | 323,323 | 401,848 | 469,650 | 223,780 | 469,970 |

북한 근로자들은 월급을 달러 현금으로 직접 받지 못한다(2010년 8월 1일부터 최저 임금은 1인당 $60.775가 적용되고 있으며, 2011년 북한 근로자 월평균 임금은 110 달러 수준이다). 남측 회사는 중앙특구개발지도총국에 월급을 지급하며, 총국은 고려상업합영회사에 입금한다. 이 무역회사는 생필품을 백화점과 상점에 공급하고, 근로자는 구매 가능한 액수가 적힌 명세서로 물품을 사게 된다. 개성에는 12개의 공단 노동자 전용 상점이 있고, 이들은 시장가격의 최고 5% 수준인 국정가격으로 물품을 살 수 있다. 개성공단 노동자 신분증이 있어야만 상점을 이용할 수 있다.

## 기반 시설
개성공업지구 관리위원회가 밝힌 개성공단의 기반시설은 다음과 같다.

### 철도
철도는 단선으로 남측이 문산읍에서 군사분계선까지 12km를 공사했고, 북측이 군사분계선에서 개성까지 15.3km를 공사했다. 남북 궤도 연결은 2003년 6월 14일 이루어졌다.

### 도로
도로는 4차선으로 철도와 마찬가지로 통일대교~군사분계선~개성공업지구를 연결하는 구간을 남측과 북측이 각각 따로 공사를 완료했다. 최종 공사는 2004년 11월 30일 이루어졌다.

### 전력
2007년 6월부터 남한에서 송전탑을 건설, 1단계로 10만kw, 154,000V를 공급하며 부가세 없이 남측과 동일하게 공급된다.

### 통신
남쪽의 문산전화국에서 북측의 개성전화국을 경유하여, 개성공업지구의 입주 기업에 공급한다. 전화 요금은 남측 통화는 분당 0.4USD이며, 공단 내 통화는 3분에 0.03USD이다.

### 용수
2007년 9월을 기준으로 월고저수지에서 하루 6만톤을 공급하며, 이 외에도 하루 3만톤을 처리할 수 있는 폐수종말처리장과 소각과 매립을 할 수 있는 폐기물 처리장이 각각 마련되어 2008년 4월 완공되었다.

## 논쟁

### 군사적 의의
개성공업지구 설립 전에는 동 지역 내에 북한군 2군단 6사단과 62포병여단이 주둔하고 있었다. 6사단은 4개 보병연대 및 1개 포병연대, 탱크대대, 경보병대대로 편제되어 있었다. 이들 부대는 한반도 유사시 한국군의 전방사단에 대한 공격을 담당할 것이었으나 개성공업지구 설립 이후 최소 10 KM 이상 북진하여 전략적 이점을 상당부분 포기한 상황이다. 특히 62포병여단의 경우 개성공업지구 설립 이전에는 서울 용산지역을 사정거리로 두었으나 이후에는 서울 북방 변두리까지만 타격 가능해졌다.

### 인질론
남북 상호의 존중과 신뢰가 바탕이 되지않은 불확실한 상황에서 무리하게 추진된 개성공단은 통일을 앞당긴다는 좋은 취지에도 불구하고, 급작스런 한반도 정세 변화 발생 시, 공단 내 남측 주재원들의 신변이 전혀 보장되지 않는다는 데 가장 큰 문제점이 있다.
1000명에 가까운 상주 인원이 북측의 인질 사태에 그대로 노출되어 있으며, 그로 인하여 유사시 남측의 군사적 대응 판단에 상당한 걸림돌이 되고 있다. 공업지구법으로 남측 인원의 신변을 보장한다고 하나, 유사시 북측이 법을 무력화할 경우, 사실 상 군사작전 이외에 남측이 대응할 수 있는 수단은 없다.

### 달러박스론
한국, 미국, 일본의 강경파들은 개성공단이 "달러박스", "현금창고", "김정은의 통치자금"이라고 비판한다. 따라서, 개성공단을 폐쇄해야 북한이 멸망할 것이라고 주장한다. 이러한 비판에 대해 한국의 온건파는 북한이 한 해에 중국과의 광물 거래로 벌어들인 돈만 16억 달러로 개성공단의 8000만 달러보다 20배나 많듯이 중국에서 훨씬 더 많은 달러를 벌어들인다고 반박한다. 개성공단 북한 근로자들에게 지급되는 액수는 약 1억 달러인데, 큰 액수라고 할 수 있지만 북한의 70~80억 달러 수준의 연간 대외무역에 비하면 1%가 약간 넘는 액수이고 여타 대외적 활동(해외 노동자 파견, 해외 북한식당 등)을 통해 획득한 외화까지 계산하면 북한 경제에서 차지하는 비중은 이보다 훨씬 더 낮다는 근거를 들기도 한다.

### 북핵문제
북한이 국제법을 위반하고 핵개발을 하여, 유엔 안보리는 북한의 수출과 수입을 금지하는 처벌을 결의하였다. 이러한 경제봉쇄조치는 유엔이 국제법을 위반하는 국가에 대해 군사적 공격을 하는 방법 이외의 유일한 처벌이다. 이러한 처벌 결의는 회원국은 모두 준수해야 하므로, 한국도 당연히 그러한 경제봉쇄명령을 따라야 한다.
그런데, 이러한 유엔 안보리의 경제봉쇄명령은 한국의 강경파와 온건파가 일관되게 주장해 온, "남북교류확대"와 정면으로 배치된다.
중국은 스스로 북핵문제에 대한 경제봉쇄명령이라는 안보리 결의에 찬성하면서도, 북한과 경제교류가 가장 활발하며, 축소하지 않고 더욱 확대하고 있다. 러시아도 그렇다. 상호모순되는 점에 대해, 일부는 미국을 편들어주면서도, 일부는 미국에 반하는 행동을 유지하고 있다. 한국도 이러한 모순에 봉착해 있다.
김대중 정부는 북한의 핵개발에 대해, 개성공단을 폐쇄하거나 남북교류를 축소하는 정책을 취하기 보다는, 러시아 기술을 도입해 한국도 핵무장을 단행하는 정책을 취하였다. 1998년과 1999년에 러시아 ICBM 여러발을 고철로 밀수해 조립했으며, 2000년 러시아 기술로 무기급 우라늄 농축에 성공했다.
이명박 정부는 금강산만 폐쇄하고 개성공단은 유지하는 것으로 남북교류확대와 북핵처벌이라는 모순된 정책에서의 균형점을 모색했다.

## 정치적인 이슈
- 2008년 3월 27일, 조선민주주의인민공화국 정부는 개성공업지구 내에 있는 대한민국 정부 공무원 11명의 철수를 요구했으며, 이에 대응해 대한민국 정부는 일부 공기업 직원들을 제외한 공무원들을 3월 27일 0시 55분에 철수시켰다.[12]
- 2009년 5월 15일, 조선민주주의인민공화국 중앙특구개발지도총국은 개성공업지구 내에 있는 대한민국 기업들에게 주어지던 모든 특혜 무효화를 선언하였다. 조선민주주의인민공화국은 "6.15 공동선언을 부정하는 자들에게 6.15의 혜택을 줄 수 없는 것은 자명한 이치"라며 이 같이 선언했다.[13]

또한 정부 정책에 핵심적인 역할을 할 수 있는 여당 일각에서도 회의적인 시각을 가지고 바라보는 의견도 있다.
- 2009년 5월 18일 정몽준 한나라당 최고의원은 현인택 통일부 장관이 배석한 한나라당 최고위원 회의에서 "북한의 의도만 따지고 있을 게 아니라 개성공단 철수를 건의해야 하는 것 아니냐"고 주장하며 회의장을 나갔다.[14]
- 2009년 6월 18일 개성공단 기업협회 대표단은 한나라당을 방문해 남북관계 악화에 따른 경영난 해소를 위해 긴급 자금 611억원을 지원하고 경협보험 한도를 확대를 요구하였다.[15]
- 2013년 4월 9일 북한이 연초부터 시행한 핵실험 강행으로 핵위협이 심해진 가운데 남한 정부는 이에 강경한 입장을 내놓고 북한은 이에 대해 최종적으로 개성공단 폐쇄를 하면서 일방적으로 근로자들의 출입을 제한시켰다. 하지만 160여일이 지난 2013년 9월16일 개성공단이 다시 재개하기 시작하였다.[16][17]
- 2016년 2월 10일, 대한민국은 조선민주주의인민공화국의 제4차 핵실험과 미사일 도발(광명성 4호 발사)에 대한 보복으로 잠정 중단을 결정하였고 개성공단에 공급되는 가스, 전력을 중단할 수 있다고 했으나, 결국 잠정적으로 가스 및 전력 공급을 중단했다. 2월 11일 조선민주주의인민공화국은 폐쇄 조치를 내렸고 남한 종사자들을 추방했다.[18]
- 2017년 2월 9일, 문재인 더불어민주당 대표는 개성공단이 재개되어야 하고 2천만 평으로 확장해야 한다고 주장하고 있다. 개성공단 폐쇄 1년을 앞두고 SNS에 올렸다.[19]

## 대한민국산
북한과 달리 한국은 많은 국가들과 FTA를 체결하여 무관세로 수출을 할 수 있다. 따라서 개성공단의 싼 제품이 한국산으로 인정되면, 중국보다 더 저렴한 수출이 가능하여 전 세계 수출시장에서 가격우위를 달성할 수 있다.
한미 FTA, 한EU FTA에서는 개성공단 제품은 대한민국산 인정이 안 되었다. 그러나 한인도 CEPA, 한싱가폴 FTA, 한-EFTA, 한ASEAN FTA에서는 대한민국산으로 인정되었다.
2007년 6월 노무현 정부의 한미 FTA 합의문에는 개성공단 제품은 한국산으로 인정되었으나, 2010년 12월 이명박 정부의 한미 FTA 재협상 과정에서 제외되었다.
김정일은 정상회담에서 "개성을 내주겠다"고 하였는데, 50년을 시효로 개성의 영토주권을 대한민국에 증여하고, 50년 이후에는 영토주권을 북한에게 돌려주기로 하였으면 이러한 원산지 문제가 생기지 않았다. 그러나, 영토주권은 그대로 북한에 두고, 50년간 토지 임대만 하는 것이라는 내용이 담긴 조약과 계약을 체결하였기 때문에, 이러한 법적인 문제가 생겼다. 어차피 북한이 불만이 있을 경우에는 근로자들을 일방적으로 철수해버리면 공단이 폐쇄되는 것은 똑같아서, 통제력을 상실하지 않는다.
유럽 연합은 미국의 권고에 따르고 있다. 그러나 미국 보다도 일본은 인정하는 조건을 하나 더 추가하고 있어서, 개성공단의 설치 자체에 가장 반대하는 국가는 일본임을 드러내고 있다. 원래 월드스탠다드는 원재료 60%의 국적이 한국이면 최종조립은 다른 국가에서 하더라도 한국산으로 인정하는 것이 기본 원칙이다.

### 반제품
정부는 "제값받고 수출하기 위해서는 개성공단에서는 반제품이나 중간재 정도만 생산하고 최종가공은 남한에서 하는게 바람직하다"고 권고하고 있다. 원산지 규정에서 인정하는 최대치까지만 개성공단에서 가공하고, 나머지는 한국에서 완제품을 만들어서, 메이드 인 코리아로 수출하는 방식이다.
삼덕통상의 경우, 한국 내수용은 개성에서 완제품을 만들어 ‘made in korea’를 붙이고, 수출용 제품은 개성에서 반제품을 만든 뒤 부산에서 완성해 ‘made in korea’를 붙인다. 미국 신발 메이커에 OEM으로 개성공단의 반제품을 납품하면 미국 회사는 멕시코의 공장에서 반제품을 완제품으로 가공해 미국으로 수입한다. 미국 회사들은 멕시코에서 저가로 생산한 옷, 신발, 전자제품 등에 ‘made in USA’를 붙여서 고가에 미국내에서 시판하고, 해외수출까지 한다.

### 불인정
개성공단의 완제품을 한국산으로 인정하지 않는 국가는 다음과 같다. 반제품을 한국에서 가공하면 원산지 규정의 조건에 맞는 경우, 한국산으로 인정된다.
- 미국 - 북핵문제
- 일본 - 북핵문제, 납북자송환
- 유럽 연합 - 북핵문제
- 오스트레일리아

### 인정
- 대한민국
- 중화인민공화국
- 튀르키예
- 인도
- 스위스 - EFTA
- 아이슬란드 - EFTA
- 노르웨이 - EFTA
- 리히텐슈타인 - EFTA
- 베트남 - ASEAN
- 라오스 - ASEAN
- 미얀마 - ASEAN
- 캄보디아 - ASEAN
- 브루나이 - ASEAN
- 태국 - ASEAN
- 필리핀 - ASEAN
- 인도네시아 - ASEAN
- 싱가포르 - ASEAN
- 말레이시아 - ASEAN
- 콜롬비아

## 제2개성공단
2005년 6월 27일 야당인 한나라당 임태희 의원은 동서독 통일과정에서 베를린의 역할을 기본모델로 한 구상으로서, 경기도 파주시 북부에 개성공단에 상응하는 별도의 통일경제특별구역을 설치하는 것을 골자로 한 '통일경제특구법' 제정을 추진한다고 밝혔다.
2006년 12월 한국토지공사는 남포, 해주, 함흥, 원산, 신의주, 나선 등 6곳을 북한 개발의 핵심거점으로 조성해야 한다는 "북한개발 로드맵"을 만들었다.
2008년 6월 29일 여당인 한나라당 임태희 정책위의장은 "북한의 개혁 개방을 유도하기 위해 우리측 접경지역인 파주에 특구를 만들어 개성공단과 연계해 운영하겠다"고 밝혔다.
2008년 11월 3일 여당인 한나라당 임태희 등 국회의원 92인의 서명으로 "통일경제특별구역의 지정 및 운영에 관한 법률안"이 국회에 제출되었다. 통과되지는 못했다.
2008년 12월 26일 여당인 한나라당 황진하 등 국회의원 10인의 서명으로 "통일경제특별구역의 지정 및 운영에 관한 법률안"이 국회에 제출되었다. 통과되지는 못했다.
2010년 7월 16일 이명박 전대통령은 임태희 의원 겸 고용노동부 장관을 청와대 대통령실장으로 임명했다. 대통령실장이 된 후 의원직을 사퇴했다.
2010년 9월 10일 이명박 전 대통령은 로시야 24 TV와의 인터뷰에서, 북한이 어느 날 붕괴돼서 통일된다고 생각하지 않고, 평화적인 관계를 수립하고 그 다음 단계에서 평화적 통일을 기한다는 생각을 갖고 있다면서, 제2의 개성공단 같은 것이 만들어질 수 있고, 그렇게 되기를 원하고 있다고 말했다.

## 대중문화
- 2017년에 개봉된 영화 강철비에 나온다.

## 평가
2015년 말 국회예산정책처는 노동력과 생산액 추이, 개발 잠재성 등을 근거로 '가장 성공적인 남북 경협 사업 모델'이라고 평가했다.

## 사진

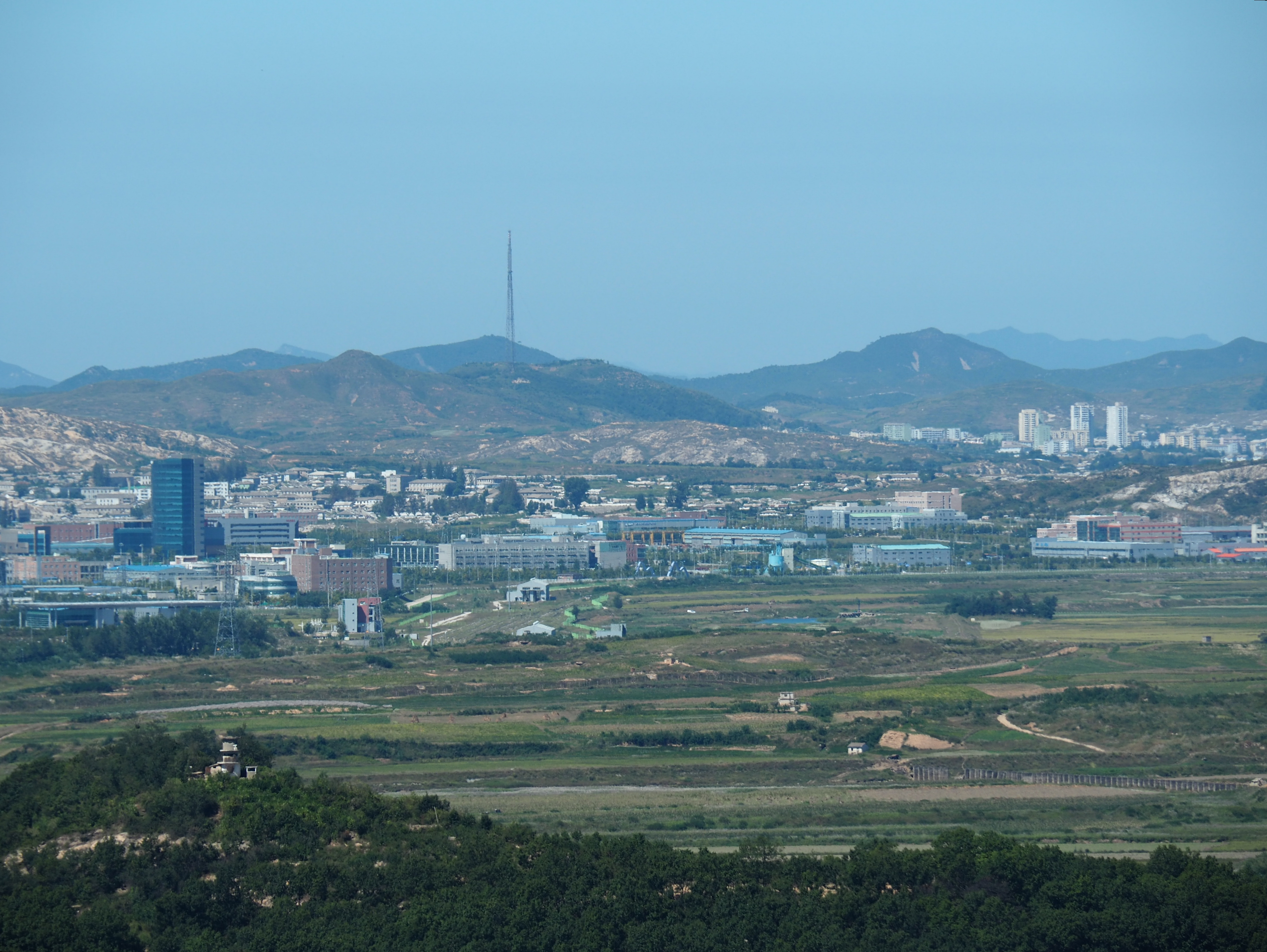
개성공업지구

## 같이 보기
- 라선특급시
- 봉동역
- 판문역
- 남포공단

## 관련 자료
- 김진향 "개성 안전핀 풀렸다, 다음은 국지전" 보관됨 2016-03-02 - 웨이백 머신. 오마이TV. 2016년 2월 11일.
- 이해찬 "장관~ 개성공단 임금이 마트로 가는 거 알아요?" 보관됨 2016-03-02 - 웨이백 머신. 팩트TV. 2016년 2월 15일.
- 개성공단 폐쇄… "북한이 아니라 우리가 뼈아프다" 보관됨 2016-03-02 - 웨이백 머신. 뉴스타파. 2016년 2월 18일.
- 유치원외교 그리고 개성공단 보관됨 2016-03-02 - 웨이백 머신. 김어준의 파파이스(Papa is). 2016년 2월 19일.(방송 부분 31:20 ~ 1:09:40)